# Ciudad íbera de Ullastret
La ciudad íbera de Ullastret es un yacimiento arqueológico situado en el término municipal de Ullastret, en el Bajo Ampurdán gerundense (España), concretamente en el denominado Monte de Sant Andreu. Hasta hoy es el mayor núcleo urbano de la cultura íbera descubierto hasta ahora en Cataluña. Se encuentra en el territorio que los autores grecolatinos asignaron a la tribu ibérica de los indigetes.

## Historia
El yacimiento se encuentra en una pequeña colina desde donde se domina el paisaje suave. La ciudad se fundó en el siglo VI a. C. y desde finales de dicha centuria estaba dotada de una potente muralla, que todavía puede observarse en gran medida. En el interior del recinto se pueden ver restos de viviendas, cisternas, silos utilizados para almacenar grano, así como espacios públicos, como por ejemplo varios templos. A finales del siglo III a. C. la fortificación se amplió, duplicando casi su superficie. Esta modificación de los sistemas defensivos se relaciona con una época de inseguridad. En el último tercio del siglo III a. C., coincidiendo con el inicio de la segunda guerra púnica, se hicieron otra vez reformas importantes en el sistema de amurallamiento.

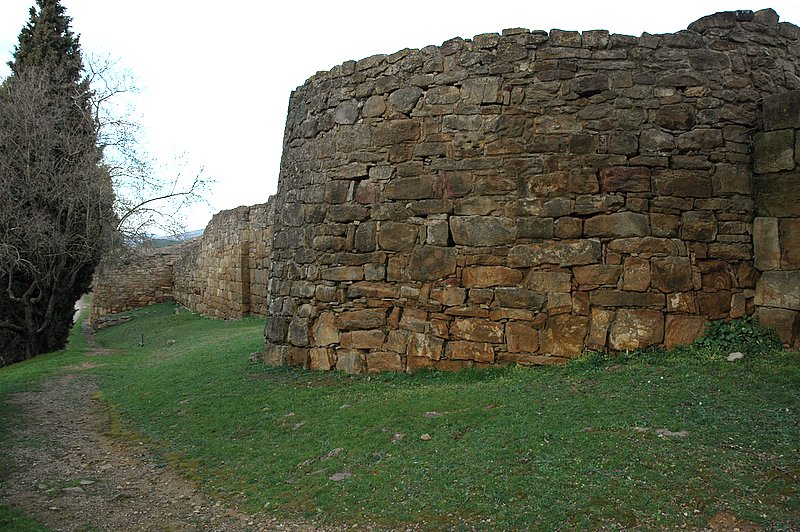
Parte de las murallas.

Con la llegada de los romanos se inició un proceso de transformaciones en el sistema de ocupación y explotación económica del territorio; Ullastret, dentro del área de influencia directa de Ampurias, lugar del primer desembarco romano en la península, fue abandonado en el primer cuarto del siglo II a. C.. No se conocen las causas aunque se cree que pacíficamente pues no hay indicios de destrucción por ocupación.

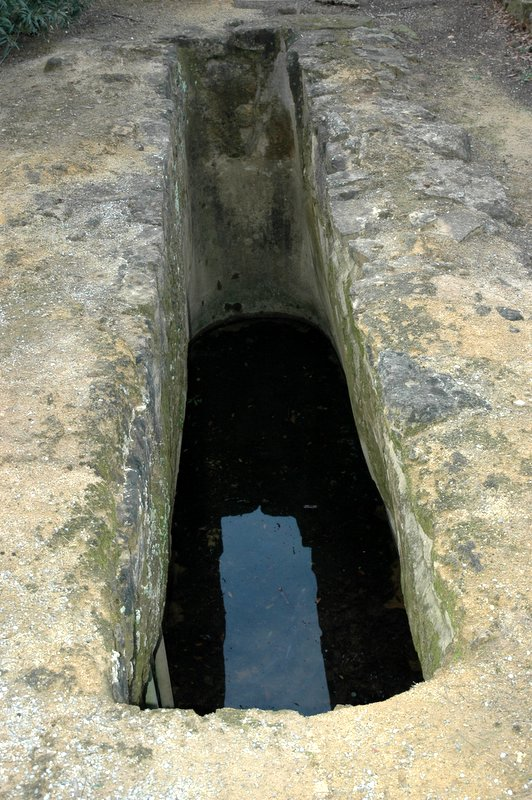
Cisterna.

## Investigaciones arqueológicas
A raíz de las investigaciones arqueológicas también se han encontrado restos anteriores a la creación de la ciudad ibérica. Perteneciente a época prehistórica se han hallado herramientas de sílex del Paleolítico superior y restos cerámicos del Calcolítico. A finales del siglo VII a. C. se construyó un poblado, que fue el primer asentamiento estable en el Monte. De dicho poblado actualmente no quedan estructuras visibles, ya que se alzó con materiales perecederos (adobe, madera), a lo cual hay que unir que los edificios ibéricos posteriores lo arrasaron de manera casi total.
La cultura ibérica nació gracias a las influencias culturales ejercidas por los colonizadores griegos y fenicios sobre las poblaciones indígenas del Bronce Final o primera Edad del Hierro en la fachada mediterránea de la península ibérica. Es considerada la primera cultura histórica de la península, con un sistema de escritura propio todavía no descifrado. Como innovaciones tecnológicas más importantes, los iberos adoptaron el torno de alfarero, desarrollaron una verdadera metalurgia del hierro y, por primera vez, se utilizó de manera generalizada la construcción de casas de planta rectangular, hechas con muros con zócalos de piedra. Estaban compartimentadas en una o dos habitaciones y patio. Los poblados ibéricos generalmente se instalaron sobre colinas de fácil defensa y fortificadas con murallas, que se nombran oppidum. En su interior, las casas se alineaban a lo largo de calles adaptadas al terreno por lo que a veces eran de trazado regular y otras.
En Ullastret se han localizado grandes casas de familias aristocráticas. La zona actual de excavaciones se corresponde en lo que se cree que son casas aristocráticas. En este sentido los iberos, y más concretamente los habitantes de dicha ciudad, contaron con una organización social que les permitió efectuar obras importantes de carácter público, como las murallas, las cisternas o los templos. Cada poblado dominaba un territorio, explotando y controlando los recursos económicos de éste del cual explotaba, especialmente recursos de carácter agrícola y ganadero, pero también minería u otras actividades. Asimismo no se puede olvidar la gran importancia del comercio entre ellos, y con griegos y fenopúnicos.

## Últimos hallazgos

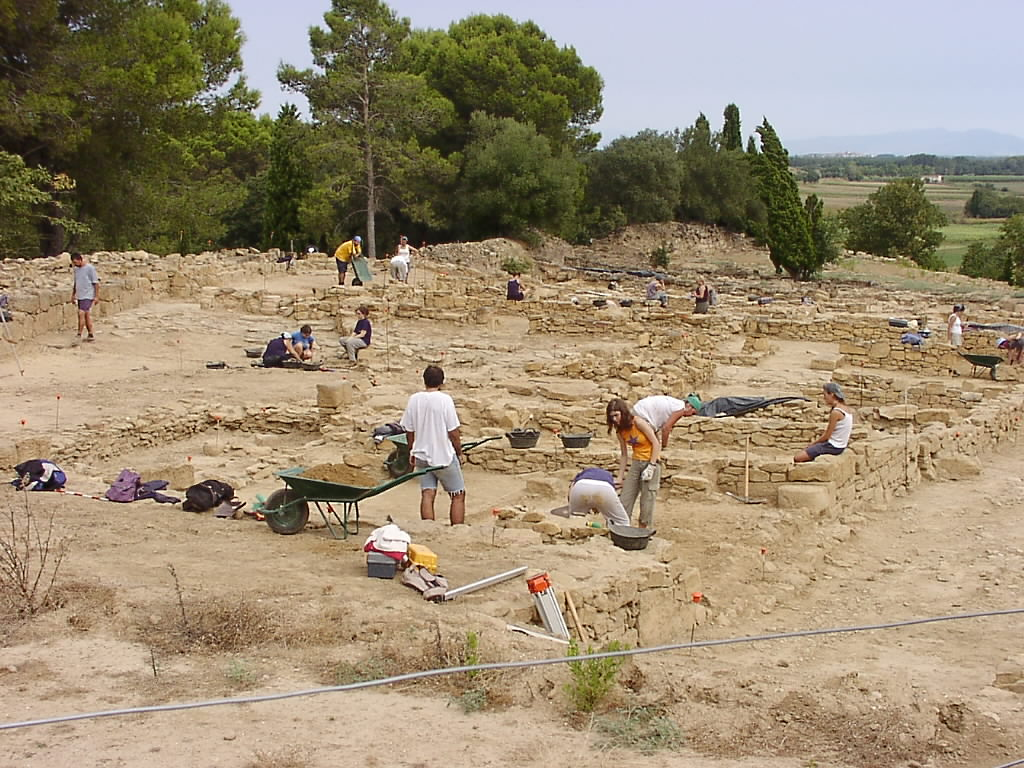
Excavaciones en la ciudad ibera.

- 2000. Confirmación de que un edificio que se empezó a excavar en 1995 es un palacio de 500 m², del siglo III a. C., que pertenecía a una familia dominante.
- 2001. Se descubre un horno metalúrgico para bronce y hierro del siglo III a. C., y un enlosado.
- 2002. Aparecen nuevos asentamientos al exterior del recinto amurallado de Ullastret. Hay que destacar una calle central de 50 m de longitud y 4 m de anchura dentro del recinto y un barrio artesano en las afueras de la muralla.
- 2003. Destaca el hallazgo de la inscripción funeraria más antigua de Cataluña. La piedra con la inscripción, fechada al siglo IV a. C., ha sido analizada por el Instituto Arqueológico Alemán
- 2004. Se descubre un gran hogar cuadrado de 1,30 m de lado dentro de una casa señorial fundada el 325 a. C. y numerosos restos humanos.
- 2005. Se presentan al público nuevos hallazgos del yacimiento. Entre los restos encontrados destaca lo que parece que es el primer edificio militar descubierto por la arqueología ibérica catalana. Dentro del yacimiento, también se ha inaugurado un nuevo itinerario, en la vertiente este del monte de Sant Andreu, donde se pueden encontrar ejemplares de flora y fauna mediterránea, así como olivos plantados en la época íbera, de más de 2000 años.

Unos 500 m al norte de este yacimiento se encuentra el poblado de la Isla de Reixac, coetáneo y perteneciente probablemente a la misma comunidad.

## El museo
La visita al yacimiento ibérico de Ullastret se completa con la visita al museo, donde se exponen los descubrimientos arqueológicos más destacados del conjunto arqueológico.
El museo explica la cultura ibérica en la zona noreste de Cataluña a través de las excavaciones de los dos asentamientos ibéricos que componen el conjunto arqueológico de Ullastret, el Puig de Sant Andreu y la Illa d'en Reixac, y de la necrópolis de Puig de Serra en Serra de Daró.
La exposición de los objetos y descubrimientos de estos yacimientos se organiza en dos tipologías de vitrinas-panel: las que proporcionan información de carácter general sobre cronología, paleoentorno, formación y características de la cultura ibérica, y las vitrinas-panel donde se explican temas monográficos como el comercio, las creencias religiosas, los rituales funerarios, el urbanismo o la economía.

### Objetos destacados

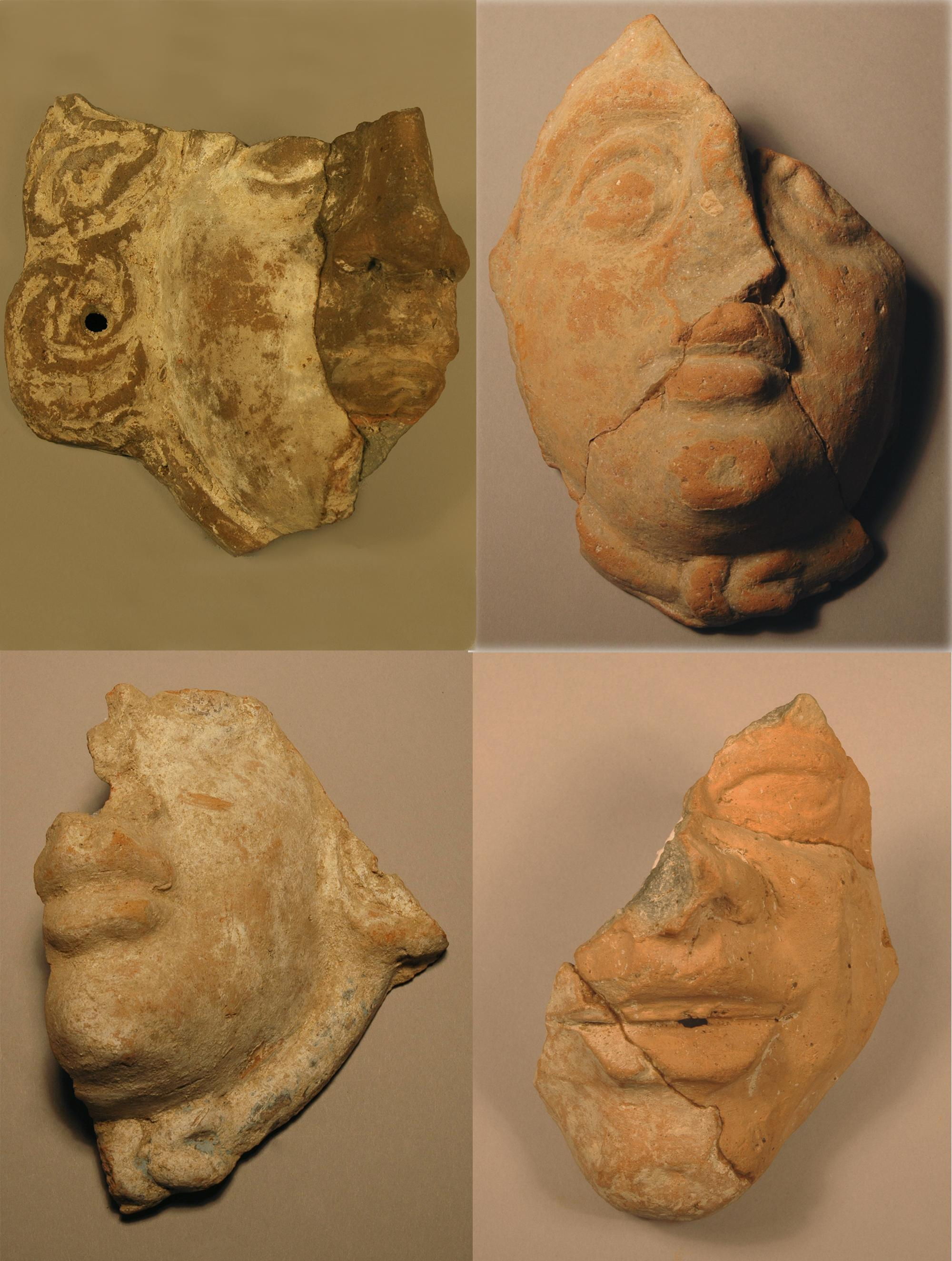
Máscaras de terracota

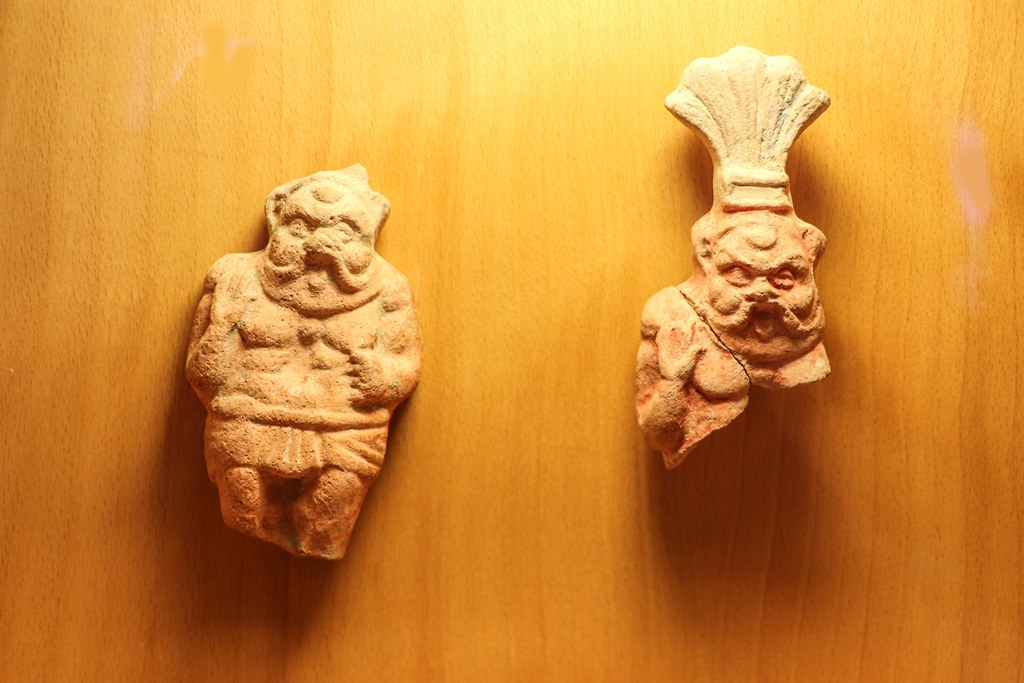
Figuras de terracota que representan al diós Bes

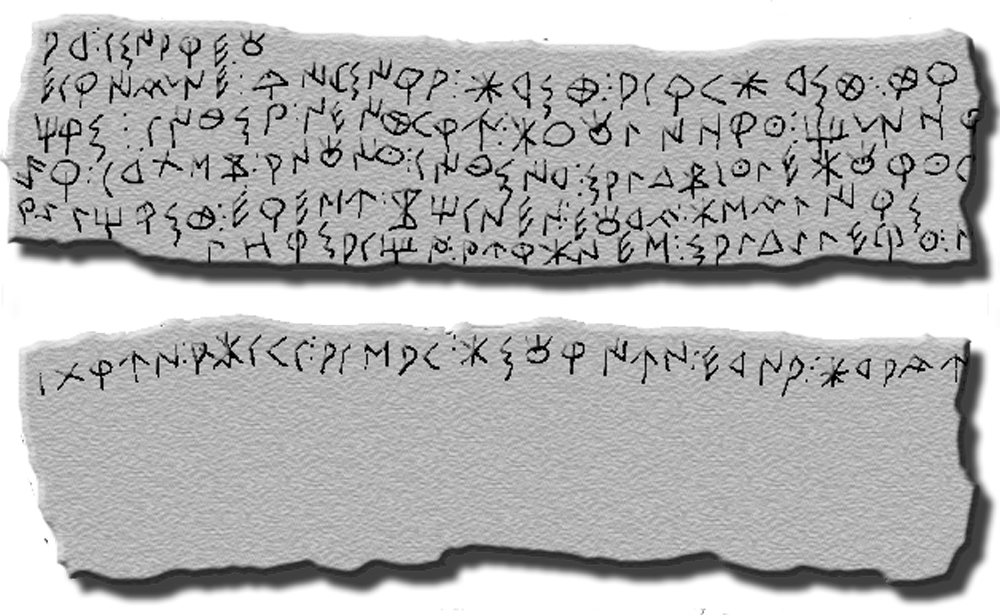
Caras A y B del plomo de Ullastret

- Martillo de corte. Martillo de corte de forma alargada, con un agujero para encajar un mango de madera. Esta herramienta de hierro tenía un extremo en forma de hacha que servía para marcar y cortar la piedra, mientras que el otro extremo se utilizaba para picarla o romperla. Herramientas como esta se utilizaron en la extracción de los grandes bloques de piedra procedentes de la excavación del foso o de la explotación de las canteras, situadas al norte y al sur del Puig de Sant Andreu, que posteriormente se utilizaron en la construcción de la muralla.[2]
- Máscara de terracota. Fragmento de una terracota con forma de cara. Esta pieza fue encontrada durante las excavaciones del área sagrada del Puig de Sant Andreu, dentro de la cisterna que está situada delante del templo más grande. En esta zona de culto de la ciudad, tanto en el interior de la misma cisterna como entre las ruinas de los dos templos, fueron localizados 36 fragmentos más de terracotas. Se han interpretado como exvotos que habrían sido expuestos en las paredes interiores de los templos, vinculados a los cultos practicados en ellos. Los estudios realizados hasta ahora apuntan que probablemente corresponden a representaciones de divinidades.[3]
- Terracota del dios Bes. Terracota que representa al dios Bes como un enano de aspecto grotesco, visto frontalmente, con una mano levantada, barbudo, con la lengua fuera y vestido con un refajo corto. Debía lucir un penacho sobre la cabeza, que no se ha conservado, y es muy probable que estuviera totalmente decorado con policromía. El dios Bes era una divinidad que fue adquiriendo importancia en el panteón egipcio a lo largo del tiempo, y que fue adoptada por los fenicios, que la difundieron por todo el Mediterráneo. Era una divinidad familiar que protegía la casa y a sus habitantes en general, especialmente a las mujeres embarazadas y a las personas que dormían.[4]
- Vaso de los caballos. Es un jarrón de cerámica realizado con un torno y decorado con pintura blanca. Esta es una producción característica del mundo indígena íbero de la zona indiketa, en la que Ullastret y su entorno constituyen uno de los principales centros productores. Se considera una pieza única ya que en su decoración, además de motivos geométricos y vegetales, como es habitual, se observa una escena en la que se puede ver un jinete sobre un caballo que a su vez lleva las riendas de otro caballo.[5]
- Cráneo atravesado por un clavo de hierro. Cráneo de un individuo masculino, de entre 40 y 50 años de edad, que está atravesado por un clavo de hierro, en sentido oblicuo, para sostener la cabeza y fijarlo sobre un muro o algún otro tipo de estructura. Este ritual era una práctica relativamente habitual entre los pueblos galos mediterráneos y las tribus ibéricas norteñas de la actual Cataluña. Estos, después de un combate, cortaban las cabezas de los enemigos vencidos y los transportaban hasta sus residencias, donde los exhibían, junto con sus armas, en las fachadas, porches o patios como trofeos de guerra.[6]
- Plomo de Ullastret. Documento ibérico escrito con incisiones sobre lámina de plomo. Tiene forma rectangular alargada, con contornos irregulares, y debió estar enrollada en nueve pliegues. Está escrita por ambas caras en alfabeto nororiental ibérico. En la cara A hay seis líneas inscritas que ocupan toda la superficie, y una línea en la cara B, de extremo a extremo. Se trata de una de las inscripciones ibéricas más completas. En el texto se pueden leer nombres de personas y numerales, lo que ha permitido identificar este documento como una carta comercial, similar a las cartas griegas localizadas en Empúries y Pech Maho.[7]
- Sitra espatulada. Fragmento de un recipiente de cerámica, de cuerpo globular y sin cuello, que presenta un asa y un pitorro bajo el borde, similar al porrón. Esta sitra está decorada con un espatulado intenso, muy habitual en este tipo de cerámica, y característico de la época altomedieval, hallada a menudo en excavaciones de yacimientos arqueológicos de época carolingia en los territorios de la Cataluña Vieja. Este fragmento de sitra fue localizado cerca de uno de los dos fosos que protegían el castillo carolingio por la parte meridional y occidental.[8]